# 옴스크 시간
| USZ1 | ■ 칼리닌그라드 시간     | MSK-1 (UTC+02:00) |
| MSK  | ■ 모스크바 시간         | MSK (UTC+03:00)   |
| SMAT | ■ 사마라 시간           | MSK+1 (UTC+04:00) |
| YEKT | ■ 예카테린부르크 시간   | MSK+2 (UTC+05:00) |
| OMST | ■ 옴스크 시간           | MSK+3 (UTC+06:00) |
| KRAT | ■ 크라스노야르스크 시간 | MSK+4 (UTC+07:00) |
| IRKT | ■ 이르쿠츠크 시간       | MSK+5 (UTC+08:00) |
| YAKT | ■ 야쿠츠크 시간         | MSK+6 (UTC+09:00) |
| VLAT | ■ 블라디보스토크 시간   | MSK+7 (UTC+10:00) |
| MAGT | ■ 마가단 시간           | MSK+8 (UTC+11:00) |
| PETT | ■ 캄차카 시간           | MSK+9 (UTC+12:00) |

옴스크 시간(OMST)은 협정 세계시의 6시간 보다 앞선 시간대이고 모스크바 시간보다는 3시간 앞서 있다. 옴스크 주의 공식 표준시이고 서시베리아의 대부분의 다른 지역(나머지 지역은 노보시비르스크 표준시를 사용함)에서도 쓰인다. 북부 지역이 겨울일 때, 이 시간대는 키르기스스탄의 대부분의 지역과 중/동부 카자흐스탄에서 사용한다.

## 역사
1991년까지 옴스크 시간은 당시 소비에트 연방에 속해 있던 중앙아시아 국가들에서 사용했던 2개의 시간대 가운데 하나였다. 러시아 소비에트 사회주의 연방공화국에 옴스크 주가 포함된 뒤, 카자흐 소비에트 사회주의 공화국에서는 동부의 3분의 2, 타지크 소비에트 사회주의 공화국과 키르기스 소비에트 사회주의 공화국, 우즈베크 소비에트 사회주의 공화국에서 쓰였다. 옴스크 표준시에는 옴스크, 알마아타, 프룬제, 두샨베, 타슈켄트 등의 도시가 포함되었다.
소비에트 연방이 해체된 지 2년 후에 옴스크 주는 러시아에서 유일하게 이 사간대를 사용했다. 최근에 독립한 중앙아시아 국가들은 일광 절약 시간을 폐지했지만, 우즈베키스탄과 타지키스탄은 이 시간대를 사용하지 않았다.
1990년대 - 2000년대에 러시아는 전국의 시간대를 모스크바 쪽으로 한 시간씩 당겼다. 2006년에 모스크바 시간대+3시간에서 서시베리아 모스크바 시간대+4시간으로 옮긴 이후, 옴스크 시간대로 통합시켰다. 노보시비르스크 주는 1993년에 , 알타이 지방은 1994년에 , 톰스크 주는 1994년 5월 1일에, 2002년에는  알타이 공화국이 추가로 사용했다. 케메로보 주는 크라스노야르스크 표준시에 포함되어 있다.

## 사용
현재 러시아에서는 옴스크 지역에서만 사용하고 있다.